# Ogyris zenobia
Ogyris zenobia är en fjärilsart som beskrevs av Waterhouse och Charles Lyell 1916. Ogyris zenobia ingår i släktet Ogyris och familjen juvelvingar. Inga underarter finns listade i Catalogue of Life.